# Nikolái Gumiliov
Nikolái Stepánovich Gumiliov (En ruso: Николай Степанович Гумилёв, 1886-1921), poeta ruso. Figura central del movimiento acmeísta junto a poetas como Anna Ajmátova y Ósip Mandelshtam. Su poesía está impregnada de un aire juvenil, la pasión por los viajes, lo exótico y cierto fatalismo. Fue muy popular en vida e influyó bastante en los poetas jóvenes. Nikolay Gumiliov fue arrestado y ejecutado por la Checa, la policía secreta soviética, en 1921. El régimen soviético socialista prohibió su poesía.

## Juventud y poemas
Nikolay Gumilyov nació en la ciudad de Kronstadt, isla de Kotlin, en la familia de Stepan Yakovlevich Gumiliov (1836-1910), médico de la armada rusa, y de Anna Ivanovna L'vova (1854-1942). De niño le apodaron "Montigomo", garra de halcón. Estudió en el gymnasium de Tsárskoye Seló (la Villa de los Zares), donde el poeta simbolista Innokenty Annensky fue su maestro. Más tarde, Gumilyov contó que por la influencia de Annensky se dedicó a la poesía.  Marchó a París para estudiar en la Sorbona (1906-1908). Continuaría sus estudios en la universidad de San Petersburgo en 1908-10 y 1912-14 pero no llegó graduarse.
Con solo 16 años, el 8 de septiembre de 1902 se publicaron sus versos "Hui al bosque de las ciudades" (Я в лес бежал из городов). En 1905 publicó su primer poemario titulado "El camino de los conquistadores" (Put' konkvistadorov). Contenía poemas sobre variedad de temas exóticos, desde las jirafas del lago Chad hasta los cocodrilos de Caracalla. A Gumilyov le satisfizo el libro, no así a la crítica que consideró su técnica descuidada, siendo la obra calificada posteriormente como su iniciación en la poesía.
Desde 1907 en adelante, Nikolai Gumiliov viajó mucho por Europa, especialmente por Italia y Francia. En 1908 apareció su nueva recopilación llamada Flores Románticas. Mientras estuvo en París, publicó en la revista literaria Sirius, aunque solo se editaron tres números. De vuelta a Rusia, colaboró con el periódico de Arte Apollon. Por entonces, se enamoró de una mujer imaginaria, Cherubina de Gabriak, seudónimo literario de dos autores: Elisaveta Ivanovna Dmitrieva y Maximilian Voloshin. Las diferencias con este último culminaron en un duelo, el 22 de noviembre de 1909. 
Gumilyov casó con Anna Ajmátova el 25 de abril de 1910. A ella le dedicó algunos de sus poemas. El 18 de septiembre de 1912, nació su hijo Lev Gumiliov, quien terminaría siendo un influyente y polémico historiador. La unión con Ajmátova duró ocho años.

## Viajes por África

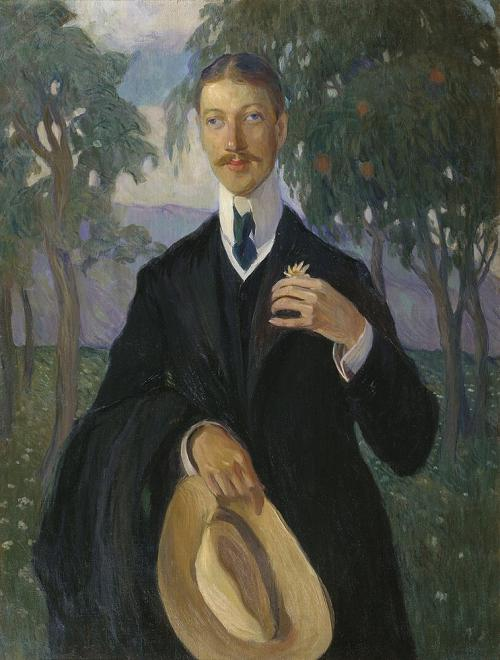
Retrato de Gumilyov sobre fondo africano por Olga Della-Vos-Kardovskaya, 1909, Galería Tretiakov, Moscú

Como a Gustavo Flaubert y Arthur Rimbaud anteriormente, pero inspirado por las hazañas de los rusos Alexander Bulatovich y Nikolay Leontiev, a Gumilyov le fascinaba África y para allá viajaba frecuentemente, al punto de llegar a ser uno de los exploradores más importantes del continente africano. Le interesó mucho Etiopía, participó en cacerías de leones y aportó al Museo de Antropología y Etnografía de San Petersburgo una gran colección de objetos africanos. Basándose en estas aventuras escribió Romanticheskie tsvety, su segundo poemario, aparecido en 1908.

## El Gremio de los Poetas
En 1910, Gumilyov cayó bajo la influencia del poeta y filósofo simbolista ruso Vyacheslav Ivanov a cuyas fiestas nocturnas acudía en compañía de su esposa Akhmatova. La poesía en las noches de Ivanov quedó plasmada en su célebre Casa con torretas. 
Descontentos con el vago misticismo del Simbolismo ruso, entonces dominante en la poesía rusa, Gumilyov y Sergei Gorodetsky fundaron en 1911 una asociación llamada Tseh poetov (El gremio de los poetas), de la que formaban parte, entre otros, poetas como Anna Ajmátova y Osip Mandelstam. Todos ellos idean el acmeísmo, un nuevo movimiento poético, cuyo objetivo es superar la influencia del simbolismo e introducir en la poesía imágenes claras y un lenguaje más moderno y cotidiano. De esos tiempos son también los artículos de Gumiliov sobre poesía, sus traducciones de poetas franceses contemporáneos y sus personales traducciones poéticas al francés. En 1912 aparece Chuzhoe nebo (El cielo ajeno). El trabajo de escribir un buen poema debía asemejarse al de construir una catedral. Siguiendo estas ideas, Gumilyov publicó dos colecciones: En 1910 publica Zhemchuga (Las perlas), y en 1912 aparece Chuzhoe nebo (El cielo ajeno). No obstante, fue Osip Mandelstam quien produjo la obra más significativa y duradera del gremio, la colección de poemas titulada La Piedra (1912).
De acuerdo con los principios del acmeísmo (nombre que recibió esta corriente literaria rusa), cada persona, independientemente de su talento, puede aprender a producir poemas de alta calidad siguiendo a los maestros del gremio, es decir, a Gumiliov y Gorodetsky. Estos dos bebieron de las obras de Théophile Gautier y tomaron prestados muchos de sus principios básicos del Parnasianismo, corriente literaria francesa en boga. Tal programa, combinado con el colorido y exotismo de los poemas de Gumiliov, atrajo al Gremio a un gran número de adolescentes. Grandes poetas como Georgy Ivanov y Vladimir Nabokov aprobaron de modo informal las ideas de la escuela de Gumiliov.

## Sus experiencia de la guerra
Cuando comenzó la Primera Guerra Mundial, 1914-1918, Gumiliov retornó a Rusia y se unió con entusiasmo a un cuerpo de caballería de élite. Trabajó para el ejército ruso, primero en San Petersburgo y luego en París. Combatió en Prusia Oriental y Macedonia. Por su valor fue condecorado con dos cruces de San Jorge (24 de diciembre de 1914 y 5 de enero de 1915). Según la crítica, son de esta época los mejores poemarios de Gumiliov: en 1916 se publicó Kolchan (El carcaj), en 1918 Kostior (La hoguera) y en 1921 Shatior (Tienda de campaña) y Ognennyi stolp (Columna de fuego). La Tienda (de campaña) (1921) recopila lo mejor de sus poemas sobre temas africanos, uno de ellos la "Jirafa". 
En 1916 escribió una obra de teatro en verso, Gondla, pùblicada en 1917; Está ambientada en la Islandia medieval del siglo IX, y el choque entre su paganismo ancestral y las nuevas creencias cristianas traídas por los misioneros irlandeses. Tiene algo de autobiográfica, siendo Gumilyov el héroe Gondla (un irlandés elegido como rey pero rechazado la nobleza local, que se suicida para asegurar el triunfo del cristianismo) y su mujer Akhmatova (o tal vez Larissa Reysner) la esposa de Gondla, Lera. La obra se estrenó en Rostov, en 1920.
Durante la Revolución Rusa, Gumiliov sirvió en el Cuerpo Expedicionario Ruso en Francia. A pesar de los consejos en contra, regresó San Petersburgo. Allí publicó varias colecciones nuevas, Tabernáculo y Hoguera. Se divorció de Akhmatova (5 de agosto de 1918), a quien había dejado por otra mujer varios años antes. En 1919 casó con Anna Nikolaevna Engelhardt, mujer de la nobleza e hija de un importante historiador.

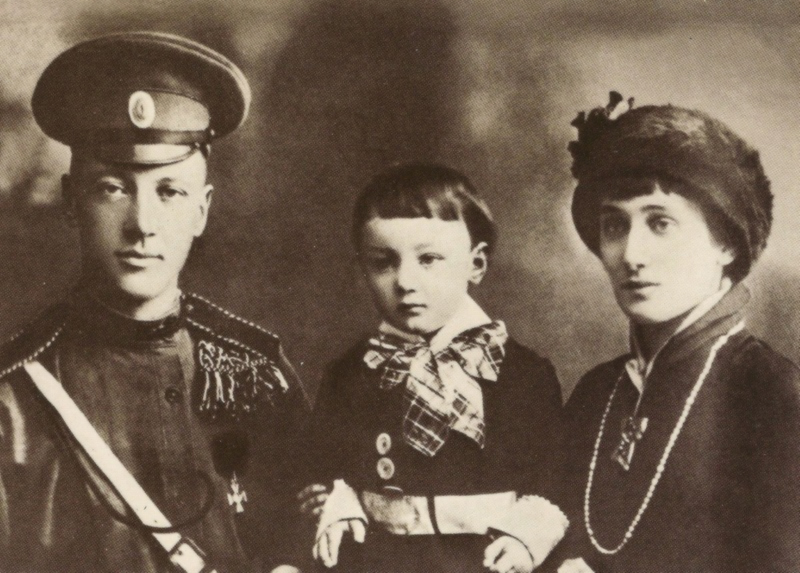
Nikolay Gumiliov, Anna Akhmatova y su hijo Lev, 1913

## Su trágico final
En 1920, Gumilyov cofundó la Unión de Escritores de toda Rusia. Gumiliov no ocultó sus opiniones anticomunistas. También hizo la Señal de la Cruz en público y no se preocupó por ocultar su desprecio por los "bolcheviques medio alfabetizados". El 3 de agosto de 1921 fue arrestado por la Cheka acusado de participación en una inexistente conspiración monárquica conocida como la "organización militar de Petrogrado". El 24 de agosto, la Cheka de Petrogrado decretó la ejecución de 61 implicados en la conspiración, incluido Nikolay Gumiliov. Fueron fusilados el 26 de agosto en el bosque de Kovalevsky (la fecha real se estableció solo en 2014; anteriormente se pensaba que murió el 25 de agosto).

## Legado
La ejecución de Gumiliov convirtió en proscritos a Anna Ajmatova y a su hijo, Lev. En las purgas de los años 30, Lev fue detenido y castigado con casi veinte años de reclusión en el Gulag.
Aunque Gumiliov fue ejecutado por la Cheka, la obra teatral Gondla se representó nuevamente en Petrogrado en enero de 1922: "La obra, a pesar de que las escenas de la multitud se representaron en un escenario diminuto, fue un gran éxito. Sin embargo, cuando la audiencia de Petrogrado se interesó por el autor, que ahora era oficialmente un traidor contrarrevolucionario ejecutado, la obra fue eliminada del repertorio y el teatro suprimido". 
En febrero de 1934, mientras caminaban por una calle de Moscú, Osip Mandelstam citó a Ajmatova las palabras de Gondla "Estoy lista para morir", y ella las repitió en su Poema sin héroe.
Aunque prohibido en la época soviética, Gumiliov era muy apreciado por su espíritu adolescente, su afición a los viajes, las jirafas e hipopótamos, o por sus sueños de capitán de quince años". Se le podría considerar "el poeta favorito entre los geólogos, arqueólogos y paleontólogos". Su Tranvía que perdió el rumbo es considerado uno de los más grandes poemas del siglo XX.
La banda rusa de rock progresivo Pequeñas Tragedias (ruso: Маленькие Трагедии, Màlenkie Traguédii) utilizó la poesía de Gumiliov en muchas de sus canciones, y han basado cuatro de sus álbumes exclusivamente en la poesía de Gumiliov (El Sol del Espíritu, Pabellón de Sajonia, Retorno, Cruz).

## Obra publicada en español
- El Diablo Listo y Otros Poemas, trad. Luis Gómez de Aranda, con la asesoría filológica de Elena Kúrchenko. Reino de Cordelia, 2011. ISBN 978-84-939212-8-6
- El tranvía extraviado. Antología poética, trad. Xenia Dyakonova y José Mateo. Linteo, 2012. ISBN 978-84-96067-70-7